# Wellington Saints
I Wellington Saints sono una società cestistica avente sede a Wellington, in Nuova Zelanda. Fondati nel 1968, giocano nella National Basketball League.
Disputano le partite interne nella TSB Bank Arena.

## Palmarès
- National Basketball League: 11

1984, 1985, 1987, 1988, 2003, 2010, 2011, 2014, 2016, 2017, 2019